# Décembre 1900

## Événements
- 1 décembre:
  - Le recensement général de la population allemande dénombre 56 345 014 habitants.
  - Le président Kruger se rend à Cologne. Si Guillaume II lui refuse une audience, la population lui rend un hommage enthousiaste.
  - Une loi permet aux femmes d'exercer la profession d'avocat en France. Sonia Olga Petit sera la première femme à prêter serment le 6 décembre.
  - Rio Branco obtient le règlement du litige franco-brésilien sur la frontière avec la Guyane avec l’arbitrage des Suisses au profit du Brésil.
- 6 décembre: création des Caisses populaires Desjardins au Québec.

- 7 décembre : élection générale québécoise de 1900. Les libéraux de Simon-Napoléon Parent conservent le pouvoir.
- 9 décembre: création des deux premières "Nocturnes" de Claude Debussy.
- 14 décembre: à Berlin, devant la Société de physique, Max Planck présente sa théorie des quanta.
- 16 décembre, France : accord secret avec l'Italie sur le Maroc.
- 19 décembre (Algérie)[1] : la colonie est dotée d’un budget propre. Ce nouveau statut favorisera la constitution de grands domaines agricoles.

- 25 décembre: interdiction en Autriche-Hongrie de la nouvelle de Arthur Schnitzler, "Le lieutenant Gustl".

- 27 décembre : vote d'une loi d'amnistie par la chambre des députés française incluant notamment les faits de l'affaire Dreyfus.
- 29 décembre: 
  - réouverture du Théâtre-Français à Paris.
  - loi modifiant le régime des boissons en France; les bouilleurs de cru conservent leur privilège.
  - première de "Danton" de Romain Rolland au Nouveau Théatre.

## Naissances
- 6 décembre : Agnes Moorehead, actrice américaine († 30 avril 1974).
- 12 décembre : Maria Telkes, scientifique américano-hongroise († 2 décembre 1995).
- 21 décembre :
  - Albert Lilar : homme politique belge († 16 mars 1976).
  - Vsevolod Vichnevski : écrivain russe († 28 février 1951).
- 23 décembre : Marc Allégret, réalisateur français († 3 novembre 1973).
- 24 décembre : Joey Smallwood, premier ministre de Terre-Neuve († 17 décembre 1991).
- 27 décembre : Félix Maximilien Rostaing, supercentenaire français († 31 décembre 2009).

## Décès
- 4 décembre : Wilhelm Leibl, peintre allemand (° 23 octobre 1844).
- 11 décembre : Baron Edmond de Sélys Longchamps, homme politique, entomologiste et ornithologue belge (° 25 mai 1813).
- 21 décembre : Désiré Olivier Bourbeau, homme politique québécois (° 21 septembre 1834).